# Terry Pratchett
Terence David John "Terry" Pratchett (ngày 28 tháng 4 năm 1948 - 12 tháng 3 năm 2015) là một tác gia tiểu thuyết tiếng giả tưởng người Anh, đặc biệt là tác phẩm hài hước. Ông được biết đến với loạt truyện Discworld của ông khoảng 40 tập, loạt truyện hài hước châm biếm các vấn đề văn hóa, chính trị và khoa học lấy cảm hứng từ những câu chuyện cổ tích và thần thoại. Cuốn tiểu thuyết đầu tiên của Pratchett, The Carpet People, được xuất bản vào năm 1971, và kể từ khi cuốn tiểu thuyết đầu tiên của ông Discworld, The Colour of Magic, được xuất bản vào năm 1983, ông đã viết trung bình hai cuốn sách mỗi năm. Tiểu thuyết Discworld năm 2011 Snuff tại thời điểm phát hành là cuốn tiểu thuyết dành cho độc giả trưởng thành có bìa cứng bán chạy nhanh thứ ba kể từ khi kỉ lục bắt đầu ở Anh, bán 55.000 bản trong ba ngày đầu tiên.
Sách của ông đã được bán 85 triệu cuốn trong 37 ngôn ngữ, là tác gia có sách bán chạy nhất trong thập niên 1990 của Vương quốc Anh.
Nhờ những cống hiến của mình cho nền văn học, Pratchett từng được Nữ hoàng Anh phong tước Hiệp sĩ vào năm 2009.
Ông được phát hiện mang bệnh năm 2007 nhưng vẫn tiếp tục sáng tác. Ông đã qua đời tại nhà ngày 12 tháng 3 năm 2015 vì bệnh teo vỏ não phía sau, một dạng hiếm gặp của bệnh Alzheimer.